# 인비디아
《인비디아》는 2004년 5월 21일에 MBC에서 방영한 베스트극장이다.

## 등장 인물

### 주요 인물
- 김진근
- 정애연

### 그 외 인물
- 박효주
- 이승형
- 이연경
- 김용승
- 김신일
- 염재욱
- 박주희
- 정승재
- 서연화
- 이옥정
- 장남경